# Sunny Edwards
Sunny Edwards est un boxeur anglais né le 1er janvier 1996 à Sutton.

## Carrière sportive
Passé professionnel en 2016, il devient champion britannique des poids super-mouches en 2019 puis remporte le titre de champion du monde des poids mouches IBF le 30 avril 2021 après sa victoire aux points contre Moruti Mthalane. Edwards conserve sa ceinture le 11 décembre 2021 en battant aux points Jayson Mama puis le 19 mars 2022 face à Muhammad Waseem ; le 11 novembre suivant face à Félix Alvarado et le 10 juin 2023 aux dépens d'Andres Campos.
Le 16 décembre 2023, il affronte le champion WBO de la catégorie, Jesse Rodríguez Franco, pour un combat de réunification et s'incline par abandon à l'issue de la 9e reprise.